# Kolécie

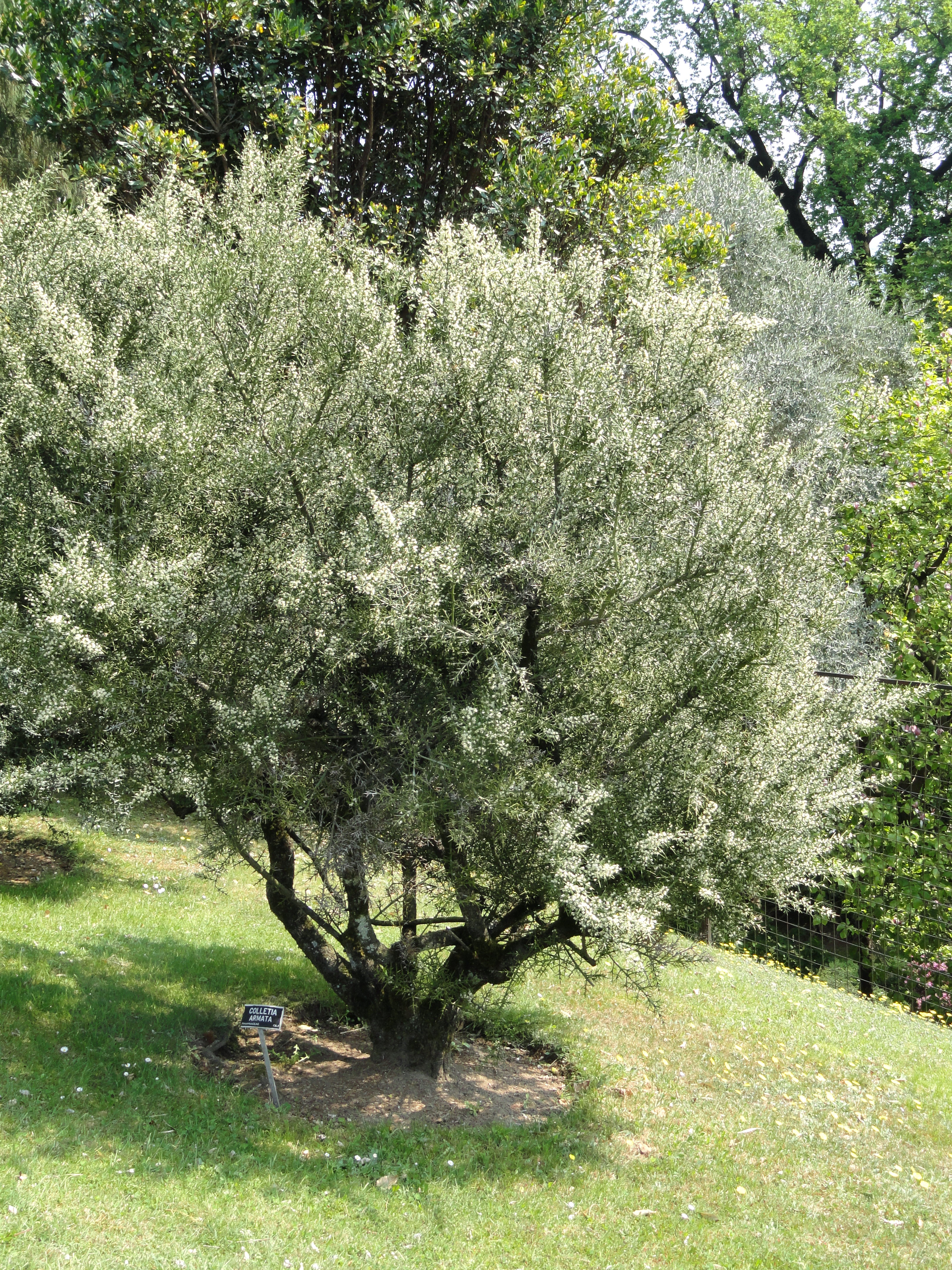
Kolécie Colletia hystrix v italské botanické zahradě

Kolécie (Colletia) je rod rostlin z čeledi řešetlákovité. Jsou to trnité keře se zakrnělými listy, jejichž funkci přebírají zelené větévky (fylokladia). Květy jsou bílé nebo řidčeji červené, čtyř nebo pětičetné, opylované hmyzem nebo kolibříky. Plodem je tobolka. Rod zahrnuje 5 druhů a je rozšířen výhradně v Jižní Americe, zejména v Andách.
Kolécie jsou pěstovány jako pozoruhodné okrasné dřeviny. V České republice je možno je pěstovat jako kbelíkové rostliny. V Jižní Americe mají význam i jako léčivé rostliny.

## Popis
Kolécie jsou keře nebo výjimečně i malé stromy, dorůstající výšky až 4 metry. Listy jsou silně redukované, u některých zástupců až do podoby drobných a brzy opadávajících šupin. Jejich funkci přebírají asimilující větve (fylokladia), které mohou být zploštělé nebo s okrouhlým průřezem. Postranní větve jsou trnité, vstřícné a křižmostojné.
V paždí zakrnělých listů jsou dva pupeny, z jednoho z nich vyrůstá trn nebo trnitá větévka, větvená až do 3. řádu, ze druhého vyrůstá zkrácená květonosná větévka.
Květy jsou bílé nebo řidčeji červené, čtyř nebo pětičetné, pravidelné, oboupohlavné, s baňkovitou češulí, jednotlivé nebo ve svazečcích. Počet tyčinek odpovídá počtu korunních lístků.
Semeník je polospodní a obsahuje 3 nebo řidčeji 4 komůrky. Plodem je kožovitá, explozivně pukající tobolka, rozpadající se na 3 dvouchopňové plůdky.

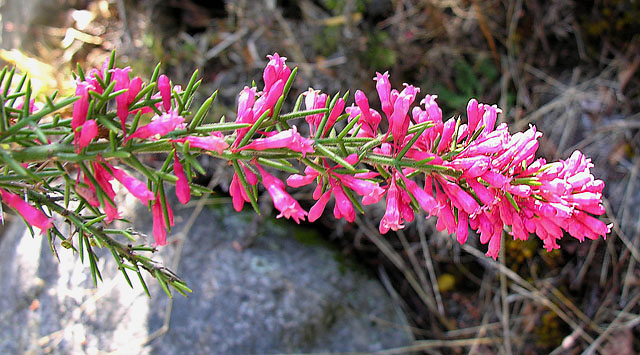
Colletia ulicina s červenými květy
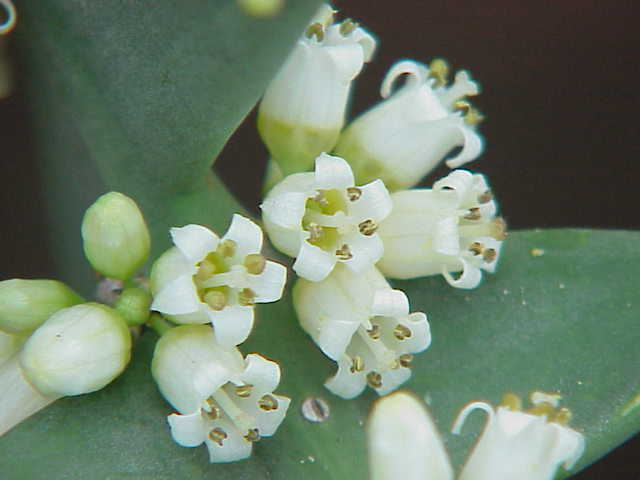
Detail květů kolécie křížaté
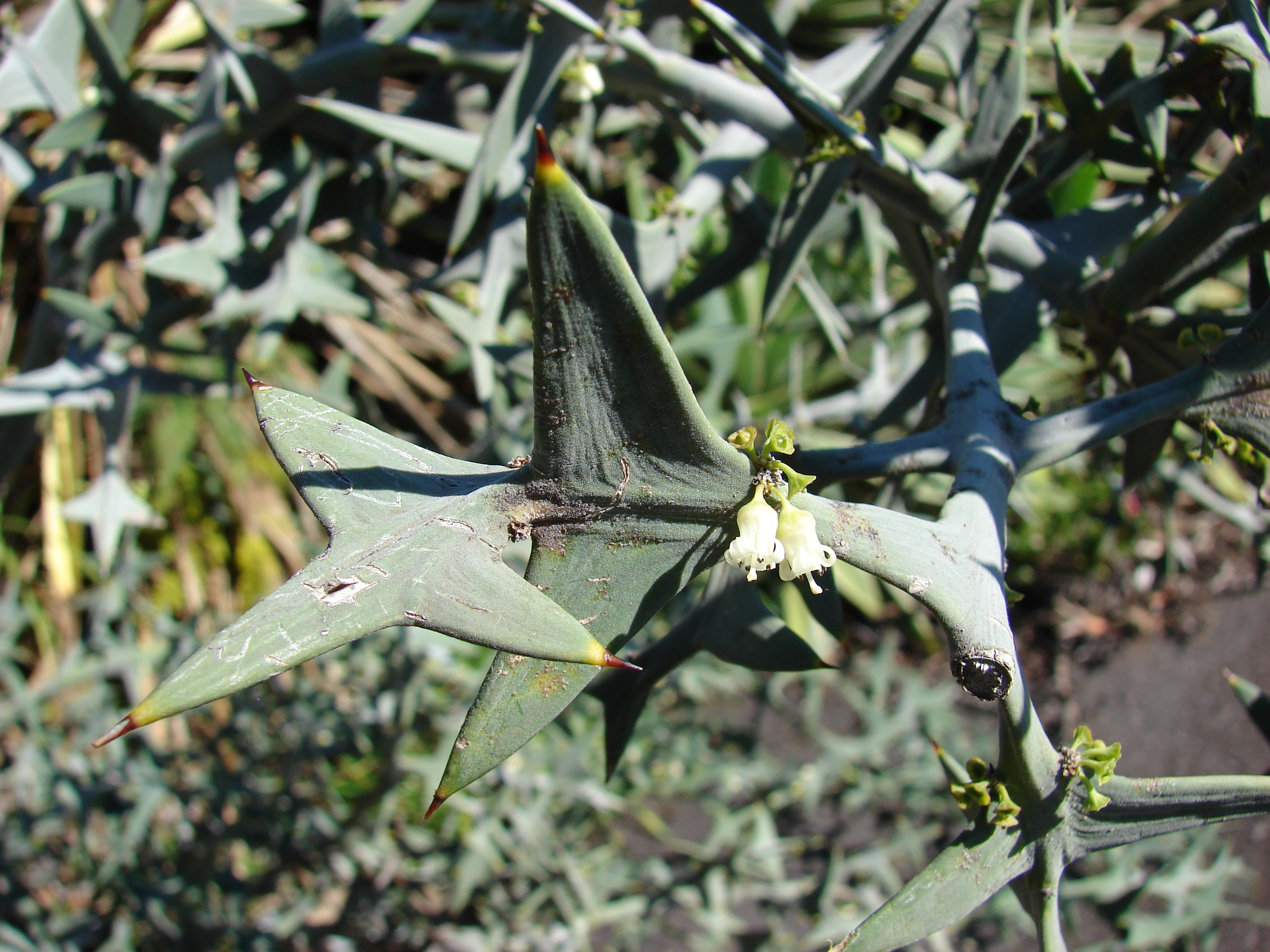
Větévka kolécie křížaté
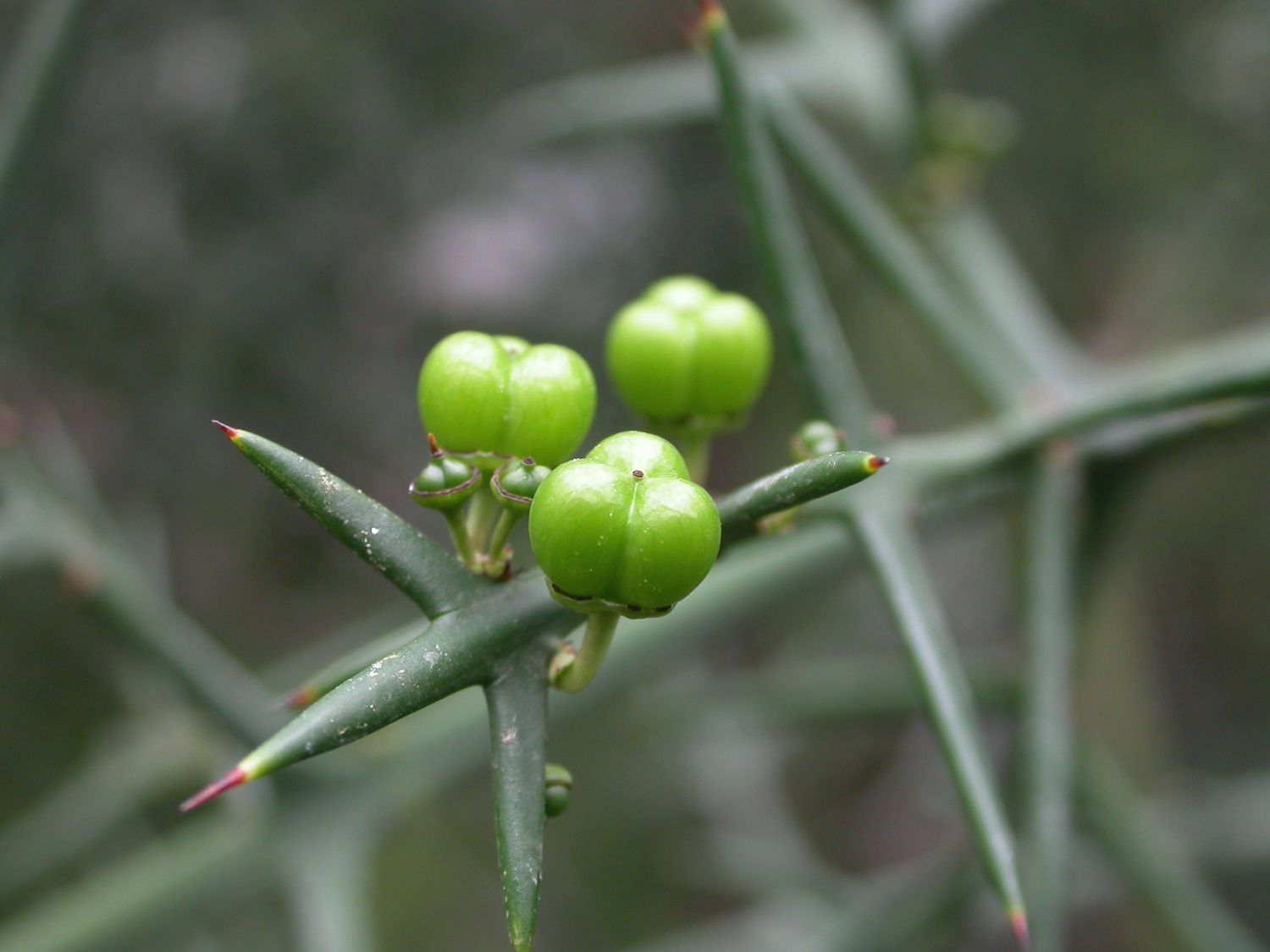
Kolécie trnitá s nezralými plody

## Rozšíření
Rod kolécie zahrnuje 5 druhů a je rozšířen výhradně v Jižní Americe. Areál rozšíření sahá od Ekvádoru po Patagonii a Uruguay. V Brazílii se vyskytuje vzácně jen kolécie křížatá a to pouze v nejjižnější části země. Do Amazonie žádný druh nezasahuje. Centrum druhové diverzity je v jižní části jihoamerických And.
Největší areál, sahající od Ekvádoru po Uruguay, má kolécie trnitá. Druh se vyskytuje na pestré škále stanovišť. V argentinských Andách vystupuje až do nadmořských výšek okolo 4000 metrů. Roste i ve vysokohorských polylepisových lesích v Bolívii, které představují nejvýše položené lesní porosty na světě. V temperátním Chile tvoří součást keřových společenstev na písečných dunách. Nejdále na jih zasahuje Colletia hystrix, rozšířená v Chile a Argentině téměř až po Ohňovou zemi. V chilském Centrálním údolí tvoří dominantní složku keřového rostlinného společenstva, známého jako matorral.
V Patagonii roste na výslunných svazích ve společnosti fitzroye cypřišovité (Fitzroya cupressoides) a pabuku Nothofagus dombeyi.
Druh Colletia spartioides je endemit Ostrovů Juana Fernándeze západně od chilských břehů.

## Ekologické interakce
Květy kolécie křížaté i kolécie trnité voní po vanilce a jsou opylovány různým hmyzem, sbírajícím pyl a nektar.
Hlavním opylovačem druhu Colletia hystrix je čmelák Bombus dahlbomii.
Chilský druh Colletia ulicina má jako jediný druh rodu červené květy, které jsou opylovány kolibříkem chilským (Sephanoides sephaniodes). Navštěvuje je rovněž čmelák Bombus dahlbomii.
Na druhu Colletia hystrix roste poloparazitický keř Tristerix corymbosus z čeledi ochmetovité.
Na kořenech kolécií jsou hlízky se symbiotickými bakteriemi rodu Frankia, vázajícími vzdušný dusík. Hlízky mají podobnou strukturu jako u olše. Díky této symbióze jsou kolécie schopny obsazovat i živinami velmi chudé biotopy.

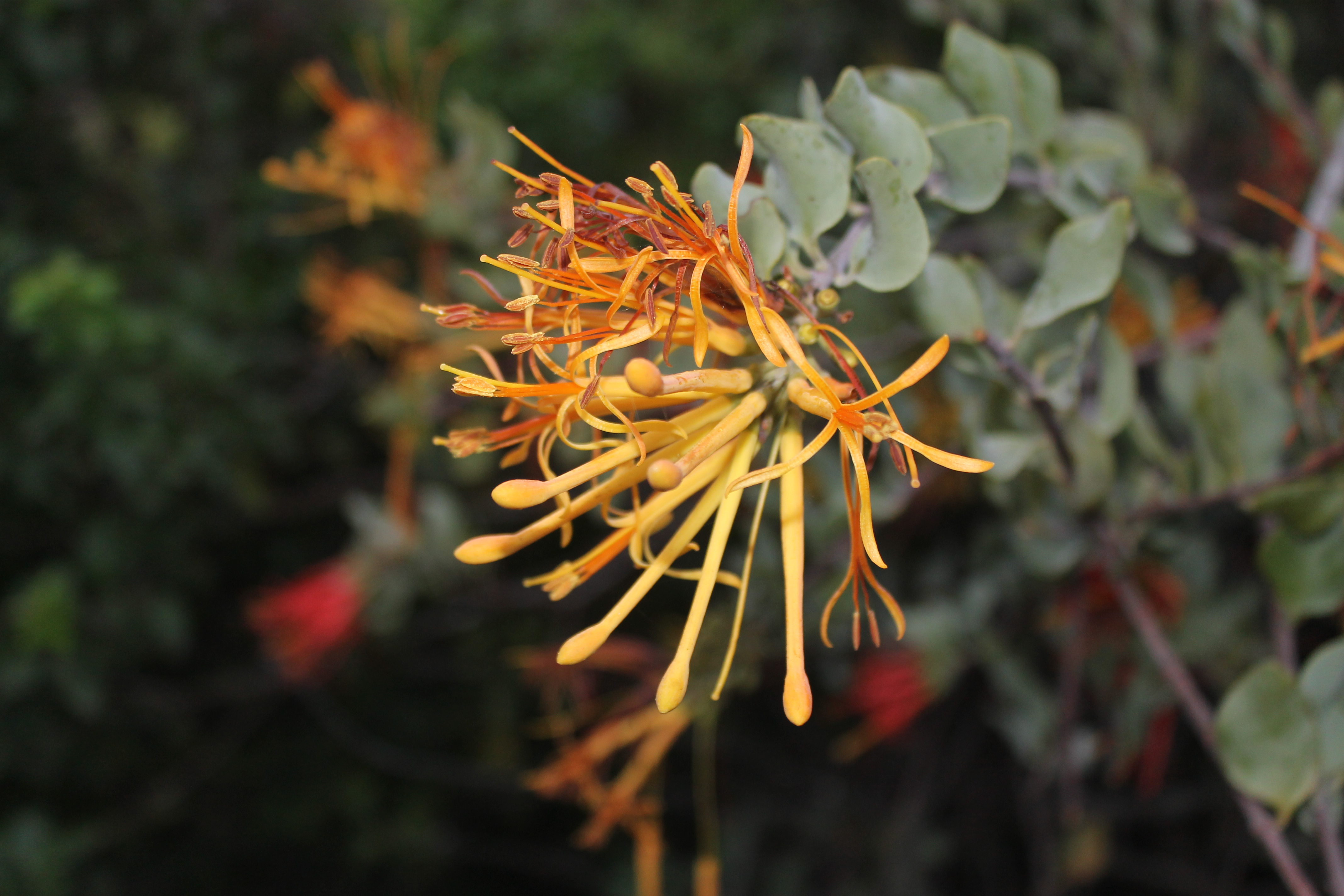
Kvetoucí poloparazitický keř Tristerix corymbosus
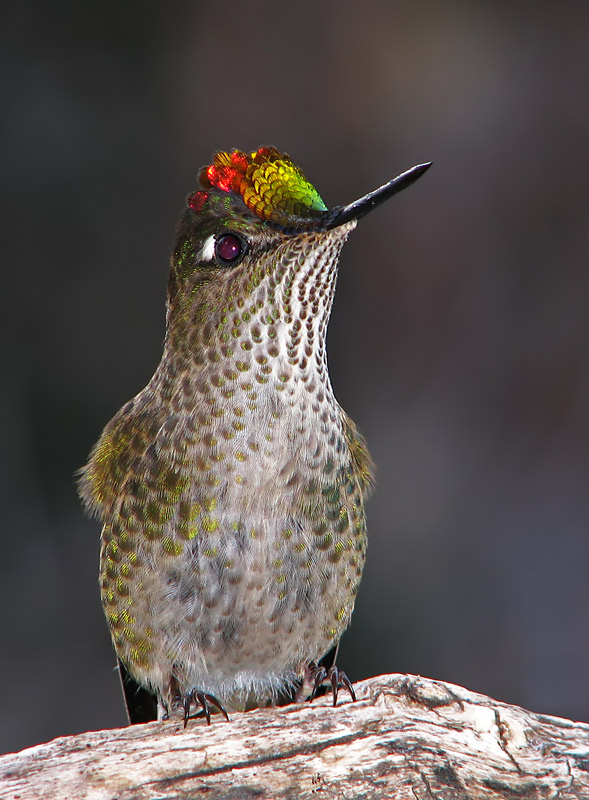
Kolibřík chilský

## Obsahové látky
Rod kolécie je z hlediska obsahových látek poměrně málo prozkoumaný.
Kolécie trnitá obsahuje v nadzemních částech benzyltetrahydroisochinolinové alkaloidy kolletin a magnokurarin. V kolécii křížaté byla zjištěna kyselina ceanothová, náležející mezi triterpenoidy.

## Taxonomie
Rod Colletia je v rámci čeledi Rhamnaceae řazen do podčeledi Ziziphoideae a tribu Colletieae. Nejblíže příbuznými skupinami jsou dle výsledků fylogenetických studií rod Discaria (6 druhů v Jižní Americe a australské oblasti), Adolphia (1 druh na jihu USA a v Mexiku) a Kentrothamnus (1 druh v Jižní Americe).

## Zástupci
- kolécie křížatá (Colletia paradoxa)
- kolécie trnitá (Colletia spinosissima)

## Význam
Kolécie jsou pro svůj neobvyklý vzhled pěstovány jako okrasné keře. V podmínkách střední Evropy nejsou zimovzdorné, lze je však pěstovat jako kbelíkové rostliny. Množí se polovyzrálými řízky, odebíranými v pozdním létě.
Některé druhy jsou používány v domorodé medicíně. Kolécie trnitá je v Jižní Americe podávána zejména ke snížení horečky. Kolécie křížatá slouží zejména jako projímadlo a lék proti horečce a křečím. Rostlina má rovněž cytotoxické a antineoplastické účinky.